# Schefflera oxyphylla
Schefflera oxyphylla är en araliaväxtart som först beskrevs av Friedrich Anton Wilhelm Miquel, och fick sitt nu gällande namn av René Viguier. Schefflera oxyphylla ingår i släktet Schefflera och familjen araliaväxter.

## Underarter
Arten delas in i följande underarter:
- S. o. oxyphylla
- S. o. siamensis